# 울산중앙고등학교
울산중앙고등학교(蔚山中央高等學校)는 대한민국 울산광역시 중구 태화동에 있는 공립 고등학교이다.

## 학교 연혁
- 1980년 11월 26일 : 학년 당 7학급 계 21학급 인가
- 1981년 3월 3일 : 울산중앙고등학교 개교
- 2003년 6월 9일 : 한터관(다목적 교실) 개관
- 2010년 6월 21일 : 과학중점학교 지정
- 2011년 1월 7일 : 자율학교 지정
- 2023년 2월 28일 : 학점제형 학교공간 조성 사업 완료
- 2023년 3월 1일 : 남녀공학 전환
- 2024년 3월 1일 : 제17대 김종덕 교장 취임
- 2025년 2월 6일 : 제42회 졸업식(졸업생 124명, 누계 17,128명 졸업)
- 2025년 3월 4일 : 제45회 입학식(남 75명, 여 81명 총 156명 입학)

## 참고 자료
- 울산중앙고등학교 - 한국교육학술정보원 학교알리미